# Jaime Rodríguez Villanueva
Jaime Alberto Rodríguez Villanueva (Moquegua, 28 de noviembre de 1951) es un político peruano. Fue gobernador regional de Moquegua en dos periodos: de 2007 a 2010 y de 2015 a 2018.
Nació en Moquegua, Perú, el 28 de noviembre de 1951, hijo de Luis Ángel Rodríguez F. y Fidelina Villanueva Quilca. Cursó sus estudios primarios y secundarios en su ciudad natal y, entre 1964  y 1968 cursó estudios técnicos de agropecuaria en el I.N.A. 42 de esa ciudad.
Su primera participación política se dio en las elecciones municipales de 1989 cuando fue candidato del FREDEMO a una regiduría de la provincia de Mariscal Nieto sin éxito. En las elecciones de 1993 tentó la alcaldía de esa provincia por Acción Popular sin obtener la elección. En las elecciones generales del 2001 tentó, también sin éxito, su elección como congresista por Moquegua y en las elecciones regionales del 2002 tentó por primera vez su elección como presidente del Gobierno Regional de Moquegua.
En las elecciones regionales del 2006 fue elegido presidente del Gobierno Regional de Moquegua para el periodo 2007-2010 por Nuestro Ilo-Moquegua. El 5 de octubre de 2014, en las elecciones regionales de ese año es reelegido presidente regional por el movimiento regional Kausachun para el periodo 2015-2018.
En el 2018, en la Sala Penal de Apelaciones decidió inhabilitarlo por 70 días para ocupar cargos públicos.